# Église Saint-Pierre de Luc
L'église Saint-Pierre de Luc est une église catholique romaine située à Luc, en France.

## Description
L'église comporte deux caractéristiques :
- son abside en cul-de-four ;
- ses galeries latérales et sa galerie traverse réservées aux hommes tandis que les femmes occupent le parterre. Il est à noter que cette pratique de séparation en hauteur par genre durant les offices est similaire, dans son principe, mais inverse dans son application à celle qui régissait les églises basques ; les femmes y étaient en effet reléguées dans les étages alors que les hommes demeuraient au parterre.

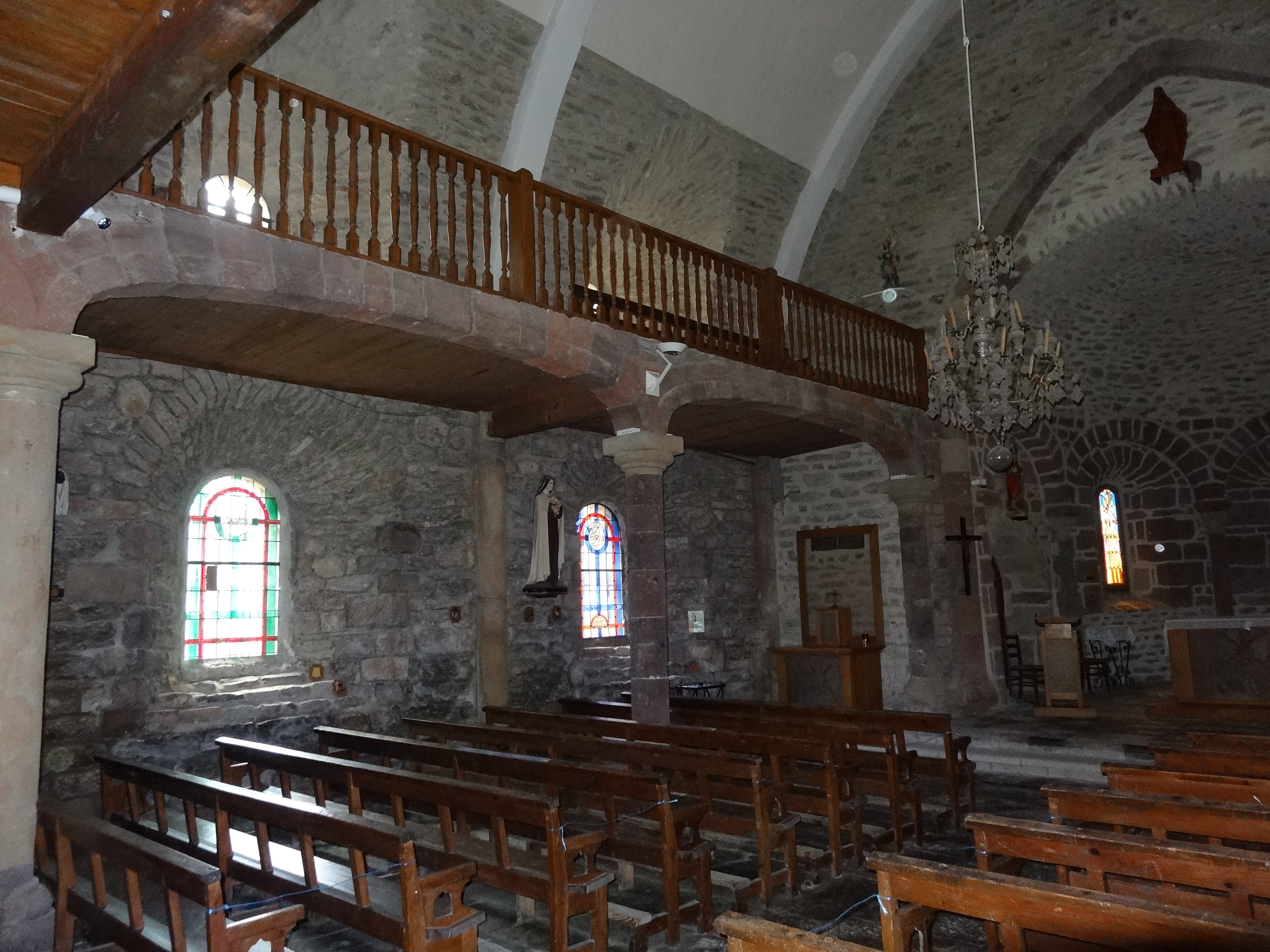
Nef et galerie de l'église.

## Localisation
L'église est située sur la commune de Luc, dans le département français de la Lozère.

## Historique
L'abside a été inscrite au titre des monuments historiques en 1931.